# Gustaf Carlén
Gustaf (Gusten) Fredrik Carlén, född 29 december 1890 i Nyköping, död 8 januari 1975 i Oxelösund, var en svensk speditör och  friidrottare samt långdistanslöpare.
Han var son till bangårdsförmannen Oscar Fredrik Carlén och hans hustru född Collberg samt från 1931 gift med Ingrid Krögerström. Han var bror till friidrottarna Bror och Algot Carlén. Efter avslutad skolgång arbetade han som speditör vid TGO:s järnväg 1905-1919. Han arbetade som speditör vid Jensen & söner i Kristinehamn 1919-1921 innan han återvände till TGO:s expeditionskontor i Oxelösund 1921. Som idrottare blev han svensk mästare i laglöpning 1914 och segrade i Sports nationella terränglöpning 1911, 1912 och 1913 samt distriktsmästare i maraton 1910. Han deltog i terränglöpningen vid OS 1912 i Stockholm där han slutade på 21 plats efter att han drabbades av en skada i ena foten. Efter sin aktiva idrottskarriär blev han tränare i simning och var ledamot i Södermanlands bandyförbund. Han tävlade för IFK Oxelösund och Södermalms IK.